# 龐德嶺
73°25′S 93°33′W / 73.417°S 93.550°W
龐德嶺（英語：Pond Ridge）是南極洲的山嶺，位於埃爾斯沃思地，屬於瓊斯山的一部分，由明尼蘇達大學攀山學會繪入地圖，現時由南極條約體系管理。